# 栗木镇
栗木镇，是中华人民共和国广西壮族自治区桂林市恭城瑶族自治县下辖的一个乡镇级行政单位。

## 行政区划
栗木镇下辖以下地区：
栗木街社区、栗木矿区社区、苔塘村、上枧村、马路桥村、大营村、石头村、上宅村、栗木村、大合村、大枧村、高岭村、五福村、建安村、六岭村、良溪村、常家村、上灌村和泉会村。